# Orval (fromage)
Pour les articles homonymes, voir Orval.
L’Orval est un fromage belge fabriqué à l'abbaye d'Orval. La marque appartient à la communauté de cette abbaye.

## Histoire du fromage et de la marque
La fabrication de ce fromage débute en 1928, deux ans après le retour des moines dans l'abbaye d'Orval.

## Présentation du fromage
Il est transformé sur la base pasteurisée d'un mélange mixte de laits de vache obtenu à partir des laits crus réfrigérés acheté aux agriculteurs du pays gaumais. Sa pâte pressée, non cuite, à croûte naturelle lavée, se caractérise par son onctuosité. 

## Matières premières agricoles et additifs employés
- Lait de vache pasteurisé ;
- sel ;
- ferments lactiques ;
- E509 chlorure de calcium (correcteur d'acidité) ;
- E1105 lysozyme (conservateur) ;
- E235 natamycine (conservateur) ;
- E160b roucou (colorant).

## Identification commerciale
L'étiquette de ce fromage arbore le logotype Authentic trappist product qui se veut une garantie que l'élaboration du produit se déroule au sein d’une abbaye trappiste, par ou sous le contrôle des moines, et qu'une partie des revenus de sa commercialisation est consacrée à des œuvres caritatives. 

En l’occurrence, le fromage Orval est fabriqué par des salariés sous la direction des moines de l'abbaye.